# تود غروس
تود غروس (بالإنجليزية: Todd Gross)‏ هو مذيع طقس أمريكي، (و. القرن 20  م).

## وصلات خارجية
- الموقع الرسمي